# سیدآباد (ازنا)
سیدآباد روستایی از توابع بخش جاپلق شهرستان ازنا در استان لرستان ایران است.

## جمعیت
این روستا در دهستان جاپلق شرقی قرار دارد و بر اساس سرشماری مرکز آمار ایران در سال ۱۳۸۵، جمعیت آن ۱۷۲ نفر (۴۴ خانوار) بوده‌است.